# Tomaso Albinoni
Tomaso Giovanni Albinoni (8. června 1671, Benátky – 17. ledna 1751, Benátky) byl italský barokní hudební skladatel.

## Život
Tomaso Albinoni byl synem benátského výrobce papíru a hracích karet Antonia Albinoniho (1634 – 1709). Studoval hru na housle a zpíval v chrámovém sboru. O jeho životě toho není příliš známo. V roce 1694 věnoval svůj Opus 1 kardinálu Ottobonimu (prasynovec papeže Alexandra VIII.), který v Římě podporoval hudebníky. V roce 1700 byl pravděpodobně zaměstnán jako houslista v orchestru mantovského vévody Ferdinanda Karla, kterému věnoval sbírku instrumentálních skladeb (Opus 2). O rok později věnoval Suitu pro orchestr (Opus 3) velkovévodovi toskánskému Ferdinandu III. Tato suita patří dodnes k nejhranějším Albinoniho skladbám. V roce 1705 se oženil s Margheritou Rimondiovou; za svědka mu byl Antonino Biffi, kapelník Baziliky svatého Marka v Benátkách.
Velkou popularitu v celé Itálii si získal svými operami. Zkomponoval jich více než 50 a jen v Benátkách jich bylo mezi léty 1723 a 1740 uvedeno 28. Hudbu instrumentální však nezanedbával; zatímco opery upadly v zapomenutí, jeho instrumentální dílo je stále živé.
V roce 1722 odešel Albinoni do Mnichova na pozvání bavorského kurfiřta Maxmiliána II. Emanuela, aby zde uvedl dvě opery. Odvděčil se mu dedikací sbírky dvanácti houslových koncertů.
Další osudy skladatele známe jen velmi mlhavě. Okolo roku 1740 vyšla ve Francii sbírka jeho houslových sonát, která byla označena jako opus posthumous – posmrtné vydání, což by naznačovalo, že někdy v této době zemřel. Podle jiných svědectví však žil nadále v ústraní u tří ze svých sedmi dětí v Benátkách. Záznam v matrice farnosti San Barnaba uvádí jistého Tomasa Albinoniho, který zemřel na cukrovku roku 1751.
Velká část Albinoniho rukopisů byla zničena v Drážďanech během druhé světové války. To je také jeden z důvodů, proč je poměrně málo známo o jeho životě a díle po roce 1722.

## Dílo
Jeho více než padesát oper upadlo sice v zapomenutí, ale jeho instrumentální hudba je dodnes hrána a vysoce ceněna. Zejména jeho hobojové koncerty patří do základního repertoáru každého instrumentalisty. Jeho dílo vzbudilo pozornost i u Johanna Sebastiana Bacha, který zkomponoval nejméně dvě fugy na Albinoniho témata a jeho skladby dával svým žákům k rozboru jako harmonická cvičení.

### Publikované skladby
- Op. 1 - 12 Sonate a tre, 1694
- Op. 2 - 6 Sinfonie & 6 Concerti a cinque, 1700
- Op. 3 - 12 Balletti a tre, 1701
- Op. 4 - 12 Cantate da camera a voce sola, 1702
- Op. 5 - 12 Concerti a cinque, 1707
- Op. 6 - 12 Trattenimenti armonici per camera, 1711
- Op. 7 - 12 Concerti a cinque, 1715
- Op. 8 - 6 Balletti & 6 Sonate a tre, 1722
- Op. 9 - 12 Concerti a cinque, 1722
- Op. 10 - 12 Concerti a cinque, 1736

### Opery
- Zenobia, Regina de' Palmireni (1694 Benátky)
- Il prodigio dell'innocenza (1695 Benátky)
- Zenone, Imperator d'Oriente (1696 Benátky)
- Tigrane, rè d'Armenia (1697 Benátky)
- Primislao primo, rè di Boemia (1697 Benátky)
- L'ingratitudine castigata (1698 Benátky)
- Radamisto (1698 Benátky)
- Diomede punito da Alcide (1700 Benátky)
- L'inganno innocente (1701 Benátky)
- Rodrigo in Algeri (1702 Neapol - rev. L'inganno innocente)
- L'arte in gara con l'arte (1702 Benátky)
- Griselda (1703 Florencie)
- Aminta (1703 Florencie)
- Il più fedel tra i vassalli (1705 Janov)
- Le prosperità di Elio Sejano (1707 Janov)
- La fede tra gl'inganni (1707 Benátky)
- Thomyris (1707 Londýn)
- Astarto (1708 Benátky)
- Vespetta e Pimpinone (1708 Benátky)
- Il tradimento tradito (1709 Benátky)
- Engelberta (1709 Benátky)
- Clotilda (1709 Londýn)
- Ciro (1710 Benátky)
- Il tiranno eroe (1711 Benátky)
- Il Giustino (1711 Bologna)
- Alarico (1712 Piacenza)
- Le gare generose (1712 Benátky)
- Lucio Vero (1713 Ferrara)
- L'amor di figlio non conosciuto (1716 Benátky)
- Eumene (1717 Benátky)
- Meleagro (1718 Benátky)
- Cleomene (1718 Benátky)
- Gli eccessi della gelosia (1722 Benátky)
- I veri amici (1722 Mnichov)
- Eumene (1723 Benátky)
- Ermengarda (1723 Benátky)
- La Mariane (1724 Benátky - rev. Gli eccessi della gelosia)
- Antigono tutore di Filippo, Rè dei macedoni (1724 Benátky)
- Scipione nelle Spagne (1724 Benátky)
- Laodice (1724 Benátky)
- Didone abbandonata (1725 Benátky)
- L'impresario delle Canarie (1725 Benátky)
- I rivali generosi (1725 Brescia)
- Alcina delusa da Ruggero (1725 Benátky)
- La Statira (1726 Řím)
- Malsazio e Fiametta (1726 Řím)
- Il trionfo di Armida (1726 Benátky)
- L'incostanza schernita (1727 Benátky)
- Le due rivali in amore (1728 Benátky)
- La fortezza al cimento (1729 Milán)
- Gli stratagemmi amorosi (1730 Benátky)
- Elenia (1730 Benátky)
- Il più fedel tra gli amanti (1731 Treviso)
- Merope (1731 Praha)
- Ardelinda (1732 Benátky)
- Candalide (1734 Benátky)
- Artamene (1741 Benátky)